# 리중윈
리중윈(중국어 간체자: 李忠云, 정체자: 李忠雲, 병음: Lǐ Zhōngyún, 한자음: 이충운, 1967년 3월 4일~)은 중화인민공화국의 유도 선수이다. 1992년 하계 올림픽 여자 하프라이트급에서 동메달을 획득했다.